# Raimund Bauer (Heimatforscher)
Raimund Bauer (* 3. August 1913 in Heinrichsreith; † 15. Februar 2000 in Oberthürnau) war ein Jurist und ein niederösterreichischer Heimatforscher.

## Leben
Raimund Bauers Arbeitsbereich war seine nähere Heimat, das Gebiet um die Stadt Drosendorf im Waldviertel. Bereits in jungen Jahren, angeregt durch Franz Xaver Kießling, machte er die ersten Aufsammlungen und Suchgänge. Gezielte Feldforschung und damit die Entdeckung zahlreicher Siedlungen des Neolithikums und der späten Eisenzeit erfolgte aber erst in der zweiten Hälfte des 20. Jahrhunderts. Bauer inventarisierte seine Sammlung in späten Jahren selbst und veröffentlichte – meist gemeinsam mit Hermann Maurer – darüber Berichte in der Fachzeitschrift "Fundberichte aus Österreich" und auch Aufsätze.
Noch zu Lebzeiten gelangte die 2162 Inventarnummern umfassende Sammlung, die Objekte ab dem Paläolithikum bis in das Mittelalter enthält, in den Besitz des Höbarthmuseums in Horn, welches diese im Jahre 2002 im Rahmen einer Sonderausstellung präsentierte.
Bauer konnte in der Nachfolge Kießlings erfolgreich die älteste Geschichte des in ur- und frühgeschichtlichen Belangen eher dürftig besiedelten Gebietes um Drosendorf aufarbeiten. Seine Bedeutung liegt auch darin, dass er vieles vor der Vernichtung rettete und seine Funde für fachliche Zwecke genau dokumentierte.

## Schriften
- Urgeschichtsforschung und prähistorische Funde im Raume Drosendorf. Geraser Hefte 12. St. Pölten 1985, S. 18f.
- Illyrisch keltische Siedlung in Oberthürnau, pol. Bez. Horn. NÖ. Mannus 53, 1987, S. 351ff.
- mit Ulfhild Krausl: Drosendorf Stadtführer. Drosendorf 1983.